# Ernestina Lecuona

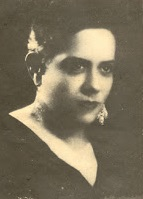
Ernestina Lecuona

Ernestina Lecuona y Casado (16 tháng 1 năm 1882 - ngày 3 tháng 9 năm 1951)
là một nghệ sĩ dương cầm, nhà giáo dục âm nhạc và nhà soạn nhạc người Cuba.

## Cuộc đời
Ernestina Lecuona và Casado sinh ra trong một gia đình có truyền thống về âm nhạc ở Matanzas. Anh trai bà là nghệ sĩ piano và nhà soạn nhạc Ernesto Lecuona. Leo Brouwer, một nghệ sĩ guitar cổ điển, là cháu trai của bà, và nhà khoa học chính trị thể dục Rafael A. Lecuona, một người chống cộng, là cháu trai của bà. Bà học nhạc tại Centro Asturiano de La Habana với giáo viên người Pháp Lucía Calderón.
Ở tuổi 15, Lecuona hoàn thành tác phẩm đầu tiên của mình
Habanera Luisa, được xuất bản rộng rãi ở Cuba và Tây Ban Nha bởi Anselmo López năm 1897. Bà được học những bài học âm nhạc đầu tiên từ người anh trai Ernesto. Vào năm 1936 bà đến thành phố New York theo lời mời của Pan American Union, cùng với nam cao Mexico, Tito Guizar. Bà liên lạc với ca sĩ Jessica Dragonette, người đã thêm một số tác phẩm của Lecuona vào tiết mục của mình.
Năm 1937, bà thành lập dàn nhạc nữ Cuba được ra mắt tại Teatro Alkazar. Năm 1938 dàn nhạc đã biểu diễn tại các buổi hòa nhạc trong Nhà hát Quốc gia. Năm 1939, bà đi lưu diễn khắp Mexico, Chile và Argentina và năm 1940-42 đến Nam Mỹ lần nữa. Người đồng hành trong chuyến đi là anh trai bà, cả hai đôi khi trở thành một bộ đôi four hands tại đài phát thanh và các điểm hòa nhạc bao gồm Carnegie Hall vào năm 1948. Bà qua đời ở Havana.

## Tác phẩm
Tác phẩm chọn lọc bao gồm:
- Bolero
- Amarte es mi destino
- Anhelo besarte
- Mi sueño eres tú
- Mi vida es soñar
- No lo dudes
- ¿Por qué me dejaste?
- Te has cansado de mi amor
- ú serás en mis noches
- Tus besos de pasión
- Ya que te vas
- Canción-bolero
- Ahora que eres mío
- Te has cansado de mi amor
- Canción